# Hazbin Hotel
Hazbin Hotel ist eine US-amerikanische Musical-Zeichentrickserie aus der Feder der Animationskünstlerin Vivienne Medrano. Das titelgebende Hazbin Hotel ist ein Ort in der Hölle, in dem Sünder sich mit Hoffnung auf eine Himmelfahrt bessern können. In der Serie geht es um den Konflikt der Betreiberin dieses Hotels, Charlie Morningstar, und ihres Teams mit den massenmordenden Heerscharen der Engel des Himmels, sowie Charlies Navigation durch die Hierarchien innerhalb der Hölle. Nach einer erfolgreichen Pilotfolge auf YouTube wurde die Serie von Medranos eigenem Studio, SpindleHorse Toons in Zusammenarbeit mit A24, Bento Box Entertainment und Amazon Studios produziert. Die vollständige erste Staffel ist im Laufe des Jahres 2024 auf Amazon Prime Video mit englischer Originalvertonung und deutscher Synchronisation erschienen.

## Handlung
Charlie Morningstar, die Tochter des Königs der Hölle, Lucifer, versucht sich ihren Lebenstraum zu erfüllen: Ein Hotel in der Hölle eröffnen, in dem die auf ewig verdammten Sünder sich rehabilitieren lassen und sich ihrer Schuld entlasten. Dies geschieht vor dem Hintergrund, dass in der Hölle alljährlich, von den himmelsgesandten Engeln ausgeführte Massenmorde veranstaltet werden, um die Überbevölkerung zu bändigen. Mit ihrem Hazbin Hotel möchte sie eine alternative Lösung etablieren, damit Sünder die Hölle wieder verlassen und erlöst im Himmel leben können.
Beim Aufbau des Hotels behilflich sind Charlies Lebenspartnerin Vaggie, die das Hotel managt; ihr erster Klient, der Pornostar Angel Dust; sowie ab dem Ende der Pilotfolge, der "Radiodämon" Alastor, der für die Vermarktung zuständig ist und seine beiden Schergen – der Barkeeper Husk und die Haushälterin Niffty.
Erste Schwierigkeiten bei ihrem Unterfangen bekommt Charlie bereits beim ersten Meeting mit dem Stellvertreter des Himmels, Adam. Adam nimmt nicht nur Charlies Plan zur Rehabilitation nicht ernst, sondern es stellt sich auch noch heraus, dass Adam der Anführer der himmlischen Auslöschungstruppen ist und der alljährliche Massenmord nicht nur zur Bevölkerungsbegrenzung, sondern vor allem dem Spaß der mörderischen Engel dient. Adam kündigt außerdem an, dass die nächste Auslöschung von Sündern um ein halbes Jahr vorgezogen wird. Im Laufe der Serie wird enthüllt, dass er das aus Angst tut, weil zum allerersten Mal bei den Morden ein Engel getötet wurde und er nicht riskieren möchte, dass bekannt wird, dass auch Engel sterblich sind.
Am Boden zerstört entschließt Charlie, sich an ihren entfremdeten Vater Lucifer zu wenden und ihn um Hilfe zu bitten. Als Lucifer seinen eigenen Optimismus in Charlies Plänen wiedererkennt, erklärt er sich bereit, Charlie die Möglichkeit zu geben, direkt mit den Herrschern des Himmels, den Seraphim, zu sprechen. Im Zuge dieses Treffens stellt sich heraus, dass Adam und Sera, die oberste Seraph, die Massenmorde als vor dem Himmelsvolk geheimgehaltene Maßnahme organisieren, was für Aufruhr sorgt. Gleichzeitig kann Charlie am Beispiel von Angel Dust, der Niffty vor seinem missbräuchlichen Zuhälter Valentino beschützt, beweisen, dass Sünder sich auch moralisch gut verhalten und entwickeln können. Im Chaos des Aufruhrs kann Charlie die bevorstehende Auslöschung trotzdem nicht abwenden und verlässt den Himmel wieder. Gemeinsam mit ihren Freunden und ihrem Vater bereitet sie sich auf die Schlacht mit Adam und seinen Truppen vor – Vaggie findet heraus, dass sich Engel mit ihren eigenen Waffen töten lassen und Charlie motiviert die Gesamtbevölkerung der Kannibalen für sie zu kämpfen.
Nach einem verlustreichen Kampf – in dem unter anderem Charlies um Absolution bemühter Klient Sir Pentious selbstlos sein Leben lässt – bezwingen Charlie, Alastor und Lucifer schließlich Adam. Danach bauen Charlie und ihre Freunde gemeinsam das zerstörte Hazbin Hotel wieder auf. Sir Pentious, der sich für Charlie im Kampf geopfert hatte, wacht überraschend im Himmel wieder auf – Charlies Traum der Rehabilitation von Höllenbewohnern ist also doch möglich.

## Episodenliste
Staffel 1
| Nr. (ges.) | Nr. (St.) | Deutscher Titel                     | Originaltitel               | Erstveröffentlichung USA | Deutschsprachige Erstveröffentlichung (D/A/CH) | Drehbuch                                               |
| --- | --------- | ----------------------------------- | --------------------------- | ------------------------ | ---------------------------------------------- | ------------------------------------------------------ |
| Pilot | Pilot     | Pilot                               | That’s Entertainment        | 28. Okt. 2019            | -                                              | Dave Capdevielle, Raymond Hernandez & Vivienne Medrano |
| Am Tag nach der letzten Ausrottung verfolgt Charlie, die Prinzessin der Hölle, ihr scheinbar unmögliches Ziel, Dämonen zu rehabilitieren, um die Überbevölkerung der Hölle friedlich zu reduzieren. In einem Fernsehinterview erzählt sie von ihrer Idee: Die Eröffnung eines Hotel in der Hoffnung, dass die Dämonen ihr Verhalten ändern und in den Himmel kommen können. Doch das Interview entwickelt sich zu einem Desaster, da der Großteil der Hölle über ihr Ziel spottet und ihr erster „Gast“, der Pornostar Angeldust, öffentlich ein Gemetzel anfängt, woraufhin sich Charlie und die Moderatorin ebenfalls prügeln. Lediglich ihre Lebensgefährtin Vaggie hält zu ihr. Zurück im Hotel treffen sie Alastor, ein mächtiges Wesen, welchen man auch den „Radio-Dämon“ nennt. Er erklärt, dass er Charlie bei ihren Bemühungen unterstützten möchte und heuert den schlecht gelaunten Husker als Barkeeper und die hyperaktive Niffty als Putzkraft an. |           |                                     |                             |                          |                                                |                                                        |
| 1 | 1         | Overtüre                            | Overture                    | 19. Jan. 2024            | 19. Jan. 2024                                  | Vivienne Medrano                                       |
| Eine Woche nach den Ereignissen des Pilotfilms enthüllt Charlie in einer Hintergrundgeschichte, dass ihr Vater, Luzifer, ein Engel war, der sich in Lilith, die erste Frau, verliebte. Sie gaben der zweiten Frau, Eva, die Gabe des freien Willens und schufen damit versehentlich die Hölle, weshalb Luzifer und Lilith vom Himmel verbannt wurden. Um die Population der Sünder in der Hölle in Schach zu halten, schufen die Engel die jährliche Ausrottung. Während sich die Hölle noch von der letzten Ausrottung erholt, erwähnt Charlie, dass sie seit sieben Jahren nichts mehr von Lilith gehört oder gesehen hat. Später erhält Charlie einen Anruf von ihrem Vater, der sie bittet, seinen Platz bei der jährlichen Besprechung mit dem Himmel einzunehmen. Charlie stellt Adam – dem Anführer der Exorzisten (Engelslegion) und ersten Mann auf Erden – und seinem Stellvertreter Lute ihren Plan vor, Sünder durch Erlösung in ihrem Hotel zu retten. Ihr Vorschlag wird ignoriert und ausgelacht, und Adam enthüllt, dass die nächste Ausrottung in sechs Monaten statt in einem Jahr stattfinden wird, da die Engel mittlerweile ihren Spaß daran gefunden haben, die Dämonen auszurotten. In der Zwischenzeit bittet Vaggie, Charlies Freundin, das Hotelpersonal, einen Werbespot für das Hotel zu drehen, aber das Endprodukt wird durch eine Nachrichtensendung unterbrochen, in der die Verlegung des Exterminationstermins angekündigt wird. Lute findet die Leiche eines in der Hölle getöteten Engels und zeigt sie Adam. Die beiden planen, bei der nächsten Extermination alle Dämonen in der Hölle zu töten, um einen weiteren Mord an ihresgleichen zu verhindern.                                                            |           |                                     |                             |                          |                                                |                                                        |
| 2 | 2         | Radio Killed the Video Star         | Radio Killed the Video Star | 19. Jan. 2024            | 19. Jan. 2024                                  | Adam Neylan & Vivienne Medrano                         |
| Als ein Trio mächtiger Höllenbarone, die Vees (Vox, Valentino und Velvette), herausfinden, dass Alastor, nach sieben Jahren Abwesenheit zurück ist, versucht Vox, ihn einzuschüchtern. Dies geht nach hinten los, als Alastor seine eigene Drohung an Vox sendet. Die Vees beschließen daraufhin, das Hotel von innen heraus zu zerstören. Vox heuert einen Dämon namens Sir Pentious an, um das Hotel auszuspionieren, indem er sich als Gast ausgibt. Während Sir Pentious sich an die Abläufe im Hotel gewöhnt, ist Angel Dust, ein weiterer Bewohner des Hotels und beliebter Pornostar, traurig darüber, dass Charlie nicht glaubt, dass er sich ändern kann und leidet unter seinem Zuhälter Valentino. Angel Dust findet später heraus, dass Sir Pentious für Vox arbeitet, und zeigt Charlie und Vaggie den Beweis. Obwohl Angel Dust und Vaggie Sir Pentious töten wollen, verzeiht Charlie ihm und gibt ihm eine zweite Chance, nachdem sie gesehen hat, wie Vox ihn wegen seines Versagens angeschrien hat. Sir Pentious entschuldigt sich für seinen Betrug und beschließt, ein Teil des Hotels zu werden. |           |                                     |                             |                          |                                                |                                                        |
| 3 | 3         | Vertrauen ist gut, Eier sind besser | Scrambled Eggs              | 19. Jan. 2024            | 19. Jan. 2024                                  | Ariel Ladensohn                                        |
| Um Sir Pentious dabei zu helfen, sein Verhalten zu verbessern, besteht Vaggie darauf, dass er seine Eier-Diener loswird. Sie bittet Alastor, sich ihrer zu entledigen, aber bevor er das tun kann, trifft er auf den alten Höllenbaron Zestial, der ihn zu einem Treffen der Höllenbarone der Hölle begleitet. Während des Treffens zeigt Velvette den Kopf des toten Engels und schlägt vor, mit dem Himmel in den Krieg zu ziehen. Diese Idee wird von Zestial abgelehnt, da ein Krieg zu mehr Toten führen würde und es unklar ist, wie der Engel zu Tode kam. Velvette beleidigt Zestial, wird aber von Carmilla Carmine, die die Waffenvorräte der Hölle kontrolliert, hinausgeworfen. Carmilla enthüllt in einem Gespräch mit Zestial, dass sie den Engel getötet hat, um ihre Töchter zu beschützen, was von einem der Eier mitgehört wird. Das Ei gibt die Nachricht an Alastor weiter. Währenddessen bittet Charlie Vaggie, Vertrauensübungen im Hotel zu leiten. Vaggie macht sich Sorgen, dass die Gruppe bei der nächsten Ausrottung nicht bereit sein wird und bringt die Gruppe zu einem Schlachtfeld, wo sie einander helfen sollen. Als Charlie Vaggie jedoch mitteilt, dass sie das Gefühl hat, Vaggie gehe mit ihren Methoden zu weit, reden die beiden darüber und stellen fest, dass ihre Freunde durch die Erfahrungen, die Vaggie ihnen zugemutet hat, tatsächlich untereinander Bindungen aufgebaut haben. Am Ende lassen Charlie und Vaggie Sir Pentious die Eier behalten. Das Ei, was Carmilla belauscht hatte, verplappert sich vor Sir Pentious, wird vor diesem nicht ernst genommen. |           |                                     |                             |                          |                                                |                                                        |
| 4 | 4         | Maskerade                           | Masquerade                  | 19. Jan. 2024            | 19. Jan. 2024                                  | Adam Neylan & Vivienne Medrano                         |
| Angel Dust verlässt das Hotel, um in einem Pornofilm für seinen Chef Valentino mitzuspielen. In der Hoffnung sie könnte Valentino davon überzeugen, dass er Angel mehr Zeit im Hotel gibt, tauchte Charlie ebenfalls am Set auf. Nachdem sie allerdings versehentlich die Dreharbeiten zunichte macht, wird Angel Dust von Valentino geschlagen und daran erinnert, dass Angel Dusts Seele ihm gehört, Valentino zwingt ihn, Charlie aus dem Studio zu werfen. Dabei wird auch deutlich, wie Angel Dust in seinem Alltag ständig von Valentino und anderen Arbeitern körperlich und sexuell misshandelt wird. Als er in das Hotel zurückkehrt, gerät er in einen Streit mit dem Barkeeper Husk, welcher in ihn seiner emotionalen Lage zusätzlich provoziert. Angel Dust verlässt das Hotel, um in eine Bar zu gehen, Husk folgt ihm, auf Charlies Bitte. Dort rettet er Angel Dust davor, von einem von Valentinos Angestellten unter Drogen gesetzt zu werden. Doch Angel Dust enthüllt, dass er sich absichtlich unter Drogen setzten und misshandeln lässt, in der Hoffnung, dass Valentino irgendwann das Interesse an ihm verliert. Husk erzählt ihm dafür, dass er einst ein Höllenbaron war, dessen Spielsucht ihn dazu brachte, einen Deal mit Alastor einzugehen, um seine Macht zu behalten, doch nun muss er sich Alastor unterordnen. Beide freunden sich an und bekämpfen eine Bande Kriminelle vor dem Club. Später im Hotel bedankt sich Angel Dust bei Charlie dafür, dass sie sich um ihn gekümmert hat, was sie zu Tränen rührt. |           |                                     |                             |                          |                                                |                                                        |
| 5 | 5         | Höllen-Dad                          | Dad Beat Dad                | 26. Jan. 2024            | 26. Jan. 2024                                  | Rachel Kaplan                                          |
| Charlie verbringt die ganze Nacht damit, einen Weg zu finden, wieder mit dem Himmel in Verbindung zu treten. Da sie keine andere Wahl hat, ruft sie ihren Vater Luzifer an. Als er im Hotel auftaucht, ist er alles andere als begeistert und gerät außerdem mit Alastor aneinander. Sie werden unterbrochen, als Alastors alte Freundin Mimzy unerwartet im Hotel auftaucht und sich mit Alastor treffen will. Husk ist misstrauisch gegenüber Mimzy und behauptet, dass sie nur auftaucht, wenn sie etwas braucht. Alastor lässt ihn abblitzen, aber als Husk andeutet, dass Alastor selber an der Leine von jemandem hängt, verliert Alastor die Beherrschung und droht, Husk zu töten, wenn er wieder aus der Reihe tanzt. Husks Verdacht bezüglich Mimzy bewahrheitet sich später, als mehrere Kredithai-Dämonen das Hotel angreifen, um sie zu finden. Alastor setzt seine Kräfte ein, um die Kredithaie zu töten, bevor er Mimzy zwingt, das Hotel zu verlassen, da er nicht will, dass das Hotel weiter beschädigt wird. Luzifer offenbart, dass er Charlies Plan für unmöglich hält, weil Sünder von Natur aus böse sind, und dass der Himmel niemals auf sie hören wird. Da er selbst vom Himmel niemals bezüglich seiner Ideen für die Erde ernst genommen wurde, hat er alle Hoffnung verloren. Charlie kann ihn jedoch überzeugen, dass sie ihre Freunde retten will, worüber sie sich schließlich versöhnen, und Luzifer erklärt sich bereit, Charlie ein weiteres Treffen mit dem Himmel zu verschaffen. Als Charlie Vaggie verkündet, dass sie zusammen in den Himmel gehen sollten, ist Vaggie jedoch nicht begeistert. |           |                                     |                             |                          |                                                |                                                        |
| 6 | 6         | Willkommen im Himmel                | Welcome to Heaven           | 26. Jan. 2024            | 26. Jan. 2024                                  | Adam Stein                                             |
| Charlie und Vaggie kommen in den Himmel, um an einem Prozess teilzunehmen, bei dem entschieden werden soll, ob die Seelen in der Hölle erlöst werden können. Sie werden von Sera, der obersten Seraphim, und Emily, einer jüngeren Seraphim, empfangen. Adam und Lute konfrontieren Vaggie, die sich als ehemaliger Exorzist entpuppt, dem Lute die Flügel und das linke Auge genommen hat, nachdem sie ein wehrloses Sünderkind verschont hatte. Adam droht, es Charlie zu sagen, wenn Vaggie den Prozess nicht sabotiert. Außerdem stellt sich heraus, dass außer Sera und den Exzorzisten niemand im Himmel von der jährlichen Ausrottung weiß. Der Prozess beginnt damit, dass Angel Dusts Handlungen überwacht werden, während seine Freundin Cherri Bomb ihn und die anderen Hotelgäste in einen Nachtclub mitnimmt. Als er versucht, das Zimmermädchen Niffty vor Valentino zu retten, stellt sich Angel Dust ihm entgegen und sagt, dass Valentino im Studio mit ihm machen kann, was er will, aber dass Angel Dust überall sonst sein eigener Herr ist und seine Freunde in Ruhe lassen soll. Charlie und Emily erkennen, dass niemand überhaupt weiß, wie eine Seele in den Himmel kommt. Während des Streits über den Fall verrät Adam dem Gericht versehentlich die Vernichtungspläne, was Emily dazu veranlasst, Sera zu misstrauen, die davon wusste und es ihr nicht gesagt hat. Adam erzählt Charlie auch von Vaggies Vergangenheit als Engel, was Charlie verzweifeln lässt. Das Gericht stellt fest, dass es keinen Beweis dafür gibt, dass ein Sünder erlöst werden kann. Adam schickt Charlie und Vaggie zurück in die Hölle und verspricht, dass er sich bei der nächsten Ausrottung in einem Monat zuerst das Hotel vornehmen wird. |           |                                     |                             |                          |                                                |                                                        |
| 7 | 7         | Hallo Rosie!                        | Hello Rosie!                | 2. Feb. 2024             | 2. Feb. 2024                                   | Ariel Ladensohn                                        |
| Nachdem Charlie und Vaggie aus dem Himmel geworfen wurden, offenbart Vaggie dem Rest der Gruppe, dass sie einst ein Engel war. Alastor nutzt Charlies schwachen Geisteszustand aus und überredet sie, einen Deal mit ihm einzugehen. Als Gegenleistung für einen unbekannten Gefallen, den sie ihm später tun wird, erzählt er ihr, dass es eine Möglichkeit gibt, Engel zu töten, und dass Carmilla Carmine weiß, wie. Charlie sagt Vaggie, sie solle zu Carmilla gehen, um sie zur Hilfe zu überreden, während Charlie und Alastor andere Sünder suchen, die ihnen im Kampf helfen. Charlie und Alastor gehen nach Cannibal Town und treffen dort auf die lebenslustige Kannibalin Rosie, die Anführerin der Stadt. Rosie und schließlich auch der Rest der Kannibalen erklären sich bereit, die Engel abzuwehren. Rosie überzeugt Charlie davon, ihre Beziehung zu Vaggie fortzusetzen, da auch Vaggie nach Erlösung suchte. In der Zwischenzeit bringt Carmilla Vaggie bei, wie man Engel bekämpft, und erzählt ihr, dass sie den Engel mit Engelswaffen getötet hat, die sie von früheren Exzorzisten erbeutet hat. Vaggie erhält ihre Flügel zurück und Carmilla erklärt sich bereit, dem Hotel mit Engelswaffen zu helfen. Vaggie und Charlie kehren in das Hotel zurück und versöhnen sich miteinander. Als sie das Hotel betreten, sind sie überrascht, als sie sehen, wie die Bewohner das Hotel für den Kampf mit den Engeln verstärken. |           |                                     |                             |                          |                                                |                                                        |
| 8 | 8         | The Show Must Go On                 | The Show Must Go On         | 2. Feb. 2024             | 2. Feb. 2024                                   | Adam Stein                                             |
| Als die Hotelbewohner das Hotel verstärken, teilt Charlie Vaggie ihre Sorgen mit, dass sie alle in den Tod führen wird, doch Vaggie überzeugt sie, an sich selbst zu glauben. Der Tag der Ausrottung naht und es kommt zum Krieg zwischen den Engeln und den Sündern. Alastor und Adam kämpfen, wobei Adam Alastor schwer verwundet und ihn zur Flucht zwingt. Sir Pentious gesteht Cherri Bomb seine Liebe, bevor er sich bei einem gescheiterten Versuch, Adam zu vernichten, opfert. Verzweifelt und wütend über Sir Pentious’ Tod nimmt Charlie ihre Dämonengestalt an und stellt sich Adam entgegen, während Vaggie gezwungen ist, gegen Lute zu kämpfen. Vaggie zermalmt Lute unter Trümmern und verschont sie, aber Lute reißt sich den Arm ab, um zu entkommen, und greift Vaggie weiter an. Luzifer kommt Charlie zu Hilfe und überwältigt Adam, der das Hotel zerstört, bevor er von Niffty getötet wird. Lute und die anderen Engel ziehen sich zurück, und Charlie baut das Hotel zusammen mit ihren Freunden und ihrem Vater wieder auf, um einen besseren Zustand zu erreichen. Während die Vees planen, die Hölle zu übernehmen, hofft Alastor auf die Befreiung von einer früheren Abmachung und die Kontrolle über die Hölle, bevor er sich mit Charlie und ihren Freunden wieder vereint. Sir Pentious manifestiert sich im Himmel als Engel und beweist, dass Sünder erlöst werden können. Lute, welche jetzt für die Ausrottung verantwortlich ist, konfrontiert Lilith im Himmel und sagt ihr, dass sie in die Hölle zurückkehren und Charlie aufhalten muss, wenn sie im Himmel bleiben will. |           |                                     |                             |                          |                                                |                                                        |

## Synchronisation
Die deutsche Synchronfassung entsteht bei der Level 45 GmbH in Potsdam unter der Dialogregie von Tom Sielemann. Die Übersetzung stammt von Sebastian Römer, das Dialogbuch führen Timo R. Schouren und Tom Sielemann. Die deutsche Adaption der Musical-Nummern wird von Carsten Schmelzer und Tobias Weyrauch geleitet.
| Rolle                  | Original-Sprecher und Sänger | Deutscher Sprecher       | Deutscher Sänger |
| Hauptfiguren           | Hauptfiguren                 | Hauptfiguren             | Hauptfiguren     |
| ---------------------- | ---------------------------- | ------------------------ | ---------------- |
| Charlie Morningstar    | Erika Henningsen             | Rieke Werner             | Lina Gerlitz     |
| Vaggie                 | Stephanie Beatriz            | Anja Stadlober           | Diane Weigmann   |
| Anthony „Angel Dust“   | Blake Roman                  | Hannes Maurer            | Laura Leyh       |
| Alastor                | Amir Talai                   | Simon Jäger              | Lukas Teske      |
| Husk                   | Keith David                  | Oliver Stritzel          | Christopher Tate |
| Niffty                 | Kimiko Glenn                 | Julia Bautz              |                  |
| Sir Pentious           | Alex Brightman               | Tobias Nath              | Friedrich Rau    |
| Adam                   | Alex Brightman               | Gerrit Schmidt-Foß       | Janko Danailow   |
| Nebenfiguren (Auswahl) |                              |                          |                  |
| Lucifer Morningstar    | Jeremy Jordan                | Kim Hasper               | Mitch Keller     |
| Carmilla Carmine       | Daphne Rubin-Vega            | Claudia Urbschat-Mingues |                  |
| Rosie                  | Leslie Kritzer               | Christin Marquitan       |                  |
| Valentino              | Joel Perez                   | Matthias Deutelmoser     |                  |
| Velvette               | Lilli Cooper                 | Lina Rabea Mohr          |                  |
| Vox                    | Christian Borle              | Florian Halm             | Patrick Oliver   |

## Hintergrund
Die Idee zu Hazbin Hotel entstand bereits während Medranos Schulzeit. Der Stil wurde von Animationsserien wie Batman, Invader Zim, Nightmare Before Christmas und Looney Tunes inspiriert. Die Serie BoJack Horseman verdeutlichte ihr 2014, dass ihre Idee ein breiteres Publikum finden könnte, insbesondere beim Thema Diversität. Im Oktober 2019 erschien nach zweieinhalb Jahren Produktionszeit die 30-minütige Pilotfolge von Hazbin Hotel; sie wurde bis Januar 2024 95 Millionen Mal auf YouTube abgerufen. Das im Juli 2020 ausgekoppelte Musikvideo zu Addict von Silva Hound erreichte bis April 2024 173 Millionen Aufrufe.
Im August 2020 erwarb A24 die Rechte an der Produktion einer Serie von Hazbin Hotel, die von Bento Box Entertainment mitproduziert wird. Im Januar 2024 wurde die ersten vier Folgen der ersten Staffel auf Amazon Prime veröffentlicht, die weiteren vier Folgen erschienen bis Anfang Februar 2024 wöchentlich. Für die Serie wurden andere Sprecher gecastet als für die Pilotfolge, da die Serie viele musikalische Einlagen enthält. Eine zweite Staffel wurde bereits bestellt.
Die Serie wurde positiv rezensiert und für ihre Figuren und den Weltenbau gelobt. Das Erzähltempo sei jedoch verbesserungsfähig: In den ersten drei Folgen passiere zu wenig, in den beiden letzten Folgen sei es hingegen schwierig, alle Details und Entwicklungen beim ersten Ansehen zu erfassen.

## Diskografie

### Musical-Lieder
| Song                           | Folge | Länge | Charakter(e)                                                                             |
| ------------------------------ | ----- | ----- | ---------------------------------------------------------------------------------------- |
| "Happy Day in Hell"            | 1     | 2:57  | Charlie, Vaggie, Angel Dust, versch. Dämonen                                             |
| "Hell Is Forever"              | 1     | 2:20  | Charlie, Adam                                                                            |
| "Stayed Gone"                  | 2     | 3:00  | Vox, Alastor                                                                             |
| "It Starts with Sorry"         | 2     | 1:30  | Charlie, Sir Pentious, Vaggie, Angel Dust                                                |
| "Respectless"                  | 3     | 1:35  | Velvette, Carmilla, Zestial                                                              |
| "Whatever It Takes"            | 3     | 2:57  | Carmilla, Zestial, Vaggie                                                                |
| "Poison"                       | 4     | 2:07  | Angel Dust                                                                               |
| "Loser, Baby"                  | 4     | 2:55  | Husk, Angel Dust                                                                         |
| "Hell's Greatest Dad"          | 5     | 2:13  | Lucifer, Alastor, Charlie, Niffty, Mimzy                                                 |
| "More Than Anything"           | 5     | 3:13  | Lucifer, Charlie                                                                         |
| "Welcome to Heaven"            | 6     | 1:00  | Simon Petrus, Emily, Sera                                                                |
| "You Didn't Know"              | 6     | 3:08  | Emily, Sera, Charlie, Adam, Lute, Vaggie                                                 |
| "Out for Love"                 | 7     | 1:30  | Carmilla                                                                                 |
| "Ready for this"               | 7     | 3:29  | Charlie, Susan, Alastor, Kannibalen                                                      |
| "More Than Anything (Reprise)" | 8     | 1:00  | Vaggie, Charlie                                                                          |
| "Finale"                       | 8     | 3:08  | Charlie, Lucifer, Vaggie, Alastor, Angel Dust, Husk, Niffty, Vox, Valentino, Cherry Bomb |

## Rezeption
Auf der Website Rotten Tomatoes sind 80 % der Kritikerwertungen positiv ausgefallen, mit einer durchschnittlichen Bewertung von 7,8/10. Der allgemeine Konsens auf der Website lautet: „Hazbin Hotel ist eine höllisch gute Musicalserie in heißen, leuchtenden Farben, die es wert ist, gesehen zu werden.“ Metacritic, das einen gewichteten Durchschnittswert verwendet, vergab eine Punktzahl von 69 von 100 auf der Grundlage von 8 Kritikern, was auf „allgemein positive Kritiken“ hinweist.
Nach der Pilotfolge auf YouTube im Jahr 2019 hatte sich die Serie in den Folgejahren eine treue Fangemeinde aufgebaut, auch wenn die Serie erst noch in der Produktion war. Aber allein der Erfolg der 31-minütigen Pilotfolge über 100 Millionen Views war bereits genug kulturelles Moment für eine große Fangemeinde. Das Projekt hatte somit genug Aufmerksamkeit und Aufrufe generiert, um das Studio A24 zu motivieren, Hazbin Hotel als Fernsehserie zu produzieren. Medrano sagte im Februar 2021 gegenüber Insider, dass sie überrascht sei, dass die Serie so groß geworden sei und dass die Größe der Fangemeinde von Hazbin Hotel mit der von Serien mit mehreren Staffeln vergleichbar sei, selbst nur mit einer einzigen Folge. Außerdem treffe die Serie aufgrund ihres künstlerischen Stils und ihrer Melodramatik „den Nerv der Leute“. Darüber hinaus äußerte sie sich begeistert über die Entwicklung der Serie. Andere bezeichneten die Serie als „YouTube-Hit“.
Kimberly Terasaki von The Mary Sue beschrieb, dass die Serie die „Vorstellungskraft von Tausenden von Fans“ inspiriert habe, und merkte an, dass es über 7.000 Fan-Fictions zur Serie auf Archive of Our Own gebe, sowie „Tausende von Fan-Comics und Fandubs“. Der Kulturwissenschaftler Ben Mitchell beschrieb die Serie als „sensationell populär“ und eine effektive Nutzung der Plattform Patreon, um ein kulturelles Projekt „durch monatliche Spenden“ von Fans zu unterstützen.
Der Erfolg der Pilotfolge ermöglichte Medrano die Produktion der YouTube-Serie Helluva Boss, und der Erfolg der ersten Staffel sorgte für die Verlängerung von Hazbin Hotel auf vier Staffeln.